# Hon som kom köksvägen
Hon som kom köksvägen är en amerikansk film från 1943 i regi av Frank Borzage med Deanna Durbin i huvudrollen. Filmen nominerades till en Oscar för bästa ljud.

## Handling
Ann Carter reser till New York för att hälsa på sin halvbror, samtidigt som hon vill starta en musikkarriär.

## Rollista
- Deanna Durbin - Ann Carter
- Franchot Tone - Charles Gerard
- Pat O'Brien - Martin Murphy
- Akim Tamiroff - Popoff
- Alan Mowbray - Buzz Jenkins
- Walter Catlett - Mortimer Kalb
- Elsa Janssen - Severina
- Evelyn Ankers - Elizabeth Campbell
- Frank Jenks - Emmett
- Sig Arno - Moreno
- Hans Conried - Reeves
- Florence Bates - Lady Sloughberry
- Roscoe Karns - Fields
- Russell Hicks - Sanderson